# Friedhelm Beyersdorf

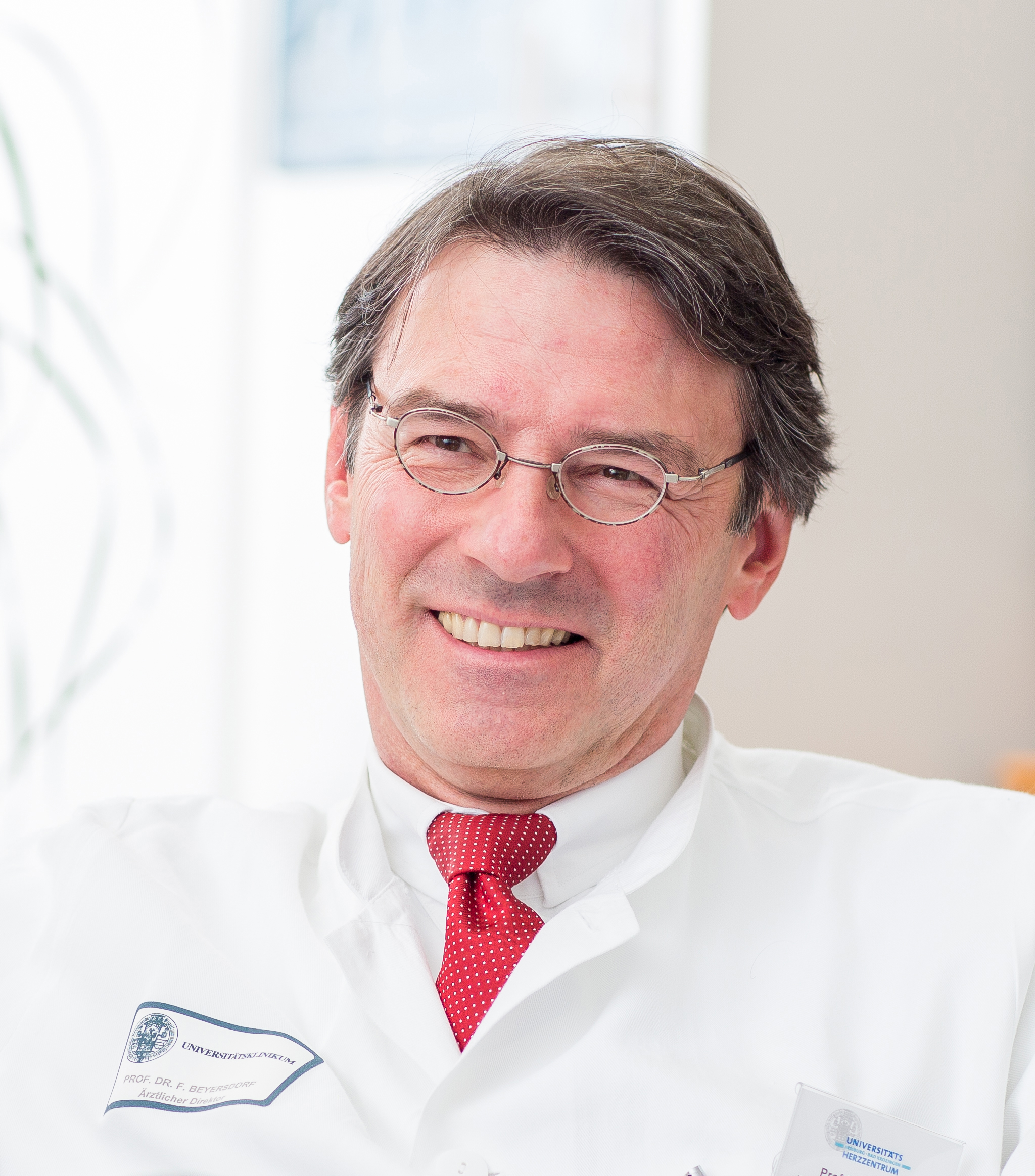
Friedhelm Beyersdorf (2013)

Karl Friedhelm Beyersdorf  (* 8. August 1954 in Bochum) ist ein deutscher Chirurg, Wissenschaftler und Hochschullehrer.

## Leben
Friedhelm Beyersdorf wuchs im Ruhrgebiet auf. Er besuchte die Grundschule in Recklinghausen und Bad Münster am Stein und legte 1973 in Wiesbaden das Abitur ab. Nach dem Wehrdienst in einer Sanitätseinheit der Bundeswehr studierte Beyersdorf seit 1975 Humanmedizin an der Johann Wolfgang Goethe-Universität Frankfurt am Main und am Jefferson Medical College der Thomas Jefferson University in Philadelphia, Pennsylvania (USA). Im Oktober 1981 erfolgte die Approbation als Arzt und im November 1981 die Promotion bei Peter Satter in Frankfurt mit einer Arbeit über die Ischämietoleranz des menschlichen Herzens. Die Arbeit wurde 1982 mit dem Preis der Gesellschaft der Freunde Paul Ehrlichs e.V. für die beste Dissertation der Medizinischen Fakultät Frankfurt ausgezeichnet. Seine Weiterbildung absolvierte Beyersdorf in der Pathologie, Allgemeinchirurgie und schließlich in der Thorax- und Kardiovaskularchirurgie sowie Gefäßchirurgie der Universitätsklinik in Frankfurt am Main, wo er schließlich die Facharztbezeichnung für Chirurgie, Thorax- und Kardiovaskularchirurgie und Gefäßchirurgie erlangte. Unter seinem chirurgischen Lehrer, Peter Satter, habilitierte er im Juni 1990 für das Fach Chirurgie mit dem Thema Das Prinzip der kontrollierten Reperfusion in der Herz- und Gefäßchirurgie. Seine Arbeiten waren angetrieben von einem Forschungsaufenthalt am Department of Cardiothoracic Surgery der University of California, Los Angeles, wo er zusammen mit Gerald Buckberg entscheidende Arbeiten zur Blutkardioplegie des Herzens erarbeitete, die mittlerweile die Standardkardioplegie an den meisten herzchirurgischen Zentren darstellt.
Friedhelm Beyersdorf wurde 1994 als C4-Universitätsprofessor für Herz- und Gefäßchirurgie Ordinarius am Klinikum der Albert-Ludwigs-Universität Freiburg. 1997 bis 2001 war er geschäftsführender Direktor der Chirurgischen Klinik des Universitätsklinikums Freiburg. Im November 2000 wurde ihm von der Universität Marilia (Brasilien) eine Ehrenprofessur (Prof. h. c.), und im Februar 2008 von der Nationaluniversität Laos (Vientiane) die Ehrendoktorwürde (Dr. h. c.) verliehen. Mit dieser Ehrung wurde sein Engagement bei dem Aufbau der ersten Herzchirurgie in Laos gemeinsam mit der Universität Strasbourg (Frankreich) und Luxemburg honoriert. Im Jahr 2002 hat Friedhelm Beyersdorf an der Universitätsklinik Freiburg den Verein "Kinderherzen retten" gegründet. Im Rahmen der Fusion der kardiovaskulären Kliniken des Universitätsklinikums Freiburg mit dem Herzzentrum Bad Krozingen wurde er zum Ärztlichen Direktor der Klinik für Herz- und Gefäßchirurgie des „Universitäts-Herzzentrum Freiburg • Bad Krozingen“ (UHZ) ernannt.
Im Oktober 2021 wurde er zum Präsidenten der European Association for Cardio-Thoracic Surgery (EACTS) gewählt (2021–2022), wo er seit 2002 Vorstandsmitglied und seit 2010 Editor-in-Chief der beiden Journals (European Journal of Cardiothoracic Surgery, EJCTS und Interactive Cardiovascular and Thoracic Surgery, ICVTS) war. Zwischen 2009 und 2011 war Beyersdorf Präsident der Deutschen Gesellschaft für Thorax-, Herz- und Gefäßchirurgie (DGTHG). Von der Deutschen Gesellschaft für Kardiologie erhielt er 2011 den Fritz-Acker-Preis. Im Dezember 2013 wurde Beyersdorf zum „Membre correspondant étranger de l’Académie nationale de Médecine“ ernannt.
Im Jahr 2010 gründete er das Start-up-Unternehmen Resuscitec als Ausgründung des Universitätsklinikums Freiburg.
Friedhelm Beyersdorf ist verheiratet und hat drei Kinder.
Friedhelm Beyersdorf hielt am 1. April 2022 seine Abschiedsvorlesung in der Aula der Universität Freiburg mit dem Thema "Mission (im)possible? – Von der 1. Herznaht zur Herz- und Gefäßchirurgie von morgen". Seit April 2022 ist er nicht mehr klinisch tätig, aber weiter als Professor an der Medizinischen Fakultät der Universität Freiburg angestellt.

## Ehrungen
- Preis der Gesellschaft der Freunde Paul Ehrlichs e. V. (1982)
- Preis des Fachbereichs Humanmedizin der Johann Wolfgang Goethe-Universität Frankfurt am Main (1989)
- Rudolf-Stich-Preis der Deutschen Gesellschaft für Thorax-, Herz- und Gefäßchirurgie (1990)
- Köhler-Preis der Deutschen Gesellschaft für Thorax-, Herz- und Gefäßchirurgie (1992)
- Ehrenprofessorwürde (Prof. h. c.) der Universität Marilia, Brasilien (2000)
- Ehrendoktorwürde (Dr. h. c.) der National-Universität Laos (2008)
- Fritz-Acker-Preis (2011)
- Ernennung zum "Membre correspondant étranger de l´Académie Nationale de Médicine", Paris, Frankreich (2013)
- zahlreiche Gastprofessuren, u. a. an der Stanford University (Palo Alto, CA, USA), der Harvard Medical School (Boston, MA, USA), der Medical School der University of California (Los Angeles, CA, USA)
- Wahl zum chirurgischen Vorsitzenden des Executive Committees des Deutschen Aortenklappen-Registers (German Aortic Valve Registry, GARY) (2018)
- Wahl zum "Surgical Chairman" der "ESC/EACTS 2021 Guidelines for the Management of Valvular Heart Disease" (2019)
- Wahl zum Präsidenten der European Association for Cardio-Thoracic Surgery (EACTS) (2021–2022)
- Bundesverdienstkreuz am Bande (2025)[2]

## Schriften (Auswahl)
- Bestimmung der maximalen Ischämietoleranz des menschlichen Herzens durch ultrastrukturelle und biochemische Erfassung des präischämischen Hypertrophie- und Degenerationsgrades des Myokards. (Frankfurt (Main), Univ., Diss., 1981).
- Das Prinzip der kontrollierten Reperfusion in der Herz- und Gefäßchirurgie. (Frankfurt (Main), Univ., Habil.-Schr., 1990).

## Herausgegebene wissenschaftliche Zeitschriften
- European Journal of Cardiothoracic Surgery (EJCTS)
- Interactive Cardiovascular and Thoracic Surgery (ICVTS)